# Begleż
Begleż (bułg. Беглеж) – wieś w Bułgarii, w obwodzie Plewen, w gminie Plewen. Według danych szacunkowych Ujednoliconego Systemu Ewidencji Ludności oraz Usług Administracyjnych dla Ludności, 15 czerwca 2020 roku miejscowość liczyła 807 mieszkańców.

## Osoby związane z miejscowością

### Urodzeni
- Luben Daszew (1959) – bułgarski poeta
- Gena Dimitrowa (1915–1975) – bułgarski generał
- Kalin Donkow (1941) – bułgarski poeta
- Aleksandyr Getow (1941–2005) – bułgarski śpiewaczka operowa